# Rue Jeanne-Jugan
La rue Jeanne-Jugan est une voie située dans le 12e arrondissement de Paris, en France.

## Situation et accès
La rue longe le boulevard périphérique, côté extérieur et se trouve à la limite de la commune de Saint-Mandé.

## Origine du nom
Elle porte le nom de la religieuse française Jeanne Jugan (1792-1879), qui fonda en 1839 les Petites Sœurs des Pauvres.

## Historique
La voie est créée sous le nom provisoire de « voie AK/12 » et prend sa dénomination actuelle par arrêté municipal du 21 octobre 1992.
La voie était incluse dans la ZAC Porte-de-Vincennes.

## Bâtiments remarquables et lieux de mémoire
Une partie de la rue longe l'hospice Saint-Michel, siège du SAMU social de Paris, dont l'entrée se trouve avenue Courteline.